# Purified in Blood
Fra det kolde Norge med pionerer indenfor specielt black metal scenen kommer de for nylig dannede Purified In Blood, der dog skuer over Atlanten efter den primære inspirationskilde –  nemlig til amerikanske Slayer. De noget yngre nordmænd, der også trækker på klassiske metal elementer fra eksempelvis Iron Maiden, spiller en moderne hardcore-hybrid, en genre der med et aggressivt groove har været hastigt voksende siden slut-halvfemserne.
Gutterne fra Stavanger-egnen slog udstyret sammen i 2003 og har efter en intens turnéperiode hurtigt fået opmærksomhed, hvilket kom til udtryk med nomineringen som bedste liveband ved den prestigefyldte norske Alarmprisen i 2006. At de tilmed vandt i kategorien foran blandt andre Norges stolthed Kaizers Orchestra, har givet bandet en sjældent set hurtig exit fra den hårdt kæmpende grå masse af håbefulde debutanter.
Året forinden havde Purified In Blood skrevet kontrakt med det tyske selskab Alveran, og her falder gruppens metalliske hardcore stil med trashede elementer godt i spænd med allerede etablerede navne som de nært beslægtede Until The End, Do Or Die, On Broken Wings og Maroon.
De seks bandmedlemmer i Purified In Blood fylder lydbilledet med flere vokale stilarter, tunge riffs, melodiske soli, og et pumpende trommespil, der alle holder sig i den grumme ende af spektret. Der er dog ikke så meget Satan og vikinglir over sekstetten, men derimod energisk attitude og en ungdommelig kampgejst, der krydres med politiske budskaber som dyre- og menneskerettigheder samt forfærdeligheder forbundet med landene i den 3. verden.

## Diskografi

### Albums
- 2006: Reaper of Souls

- 2010: Under Black Skies
- 2012: Flight of a Dying Sun

EP´s
- 2004: Last Leaves of a Poisoned Tree

## eksterne henvisninger
- Purified in Blood på DRs musikleksikon
- Purified in Blood på MySpace